# センカン車両基地
センカン車両基地（センカンしゃりょうきち、英: Sengkang Depot）は、シンガポールのセンカンにあるSBSトランジットが運行しているマス・ラピッド・トランジット (MRT) およびライト・レール・トランジット (LRT) の車両基地である。
当車両基地では列車の維持保守を行っており、MRT北東線、LRTセンカン線、LRTプンゴル線の3つの路線の管理センターが併設されている。
当車両基地は、土地不足なシンガポールの土地の減少を最小減にすることと、産業発展に対する構造提供のトップであり続けるために建設されたシンガポールで最初の車両基地である。
また、イギリスのエンジニアリング会社であるアラップによって建設された、MRTとLRT両方の最初の共同設備であり、2003年（平成15年）のMRT北東線開業時に営業を開始した。

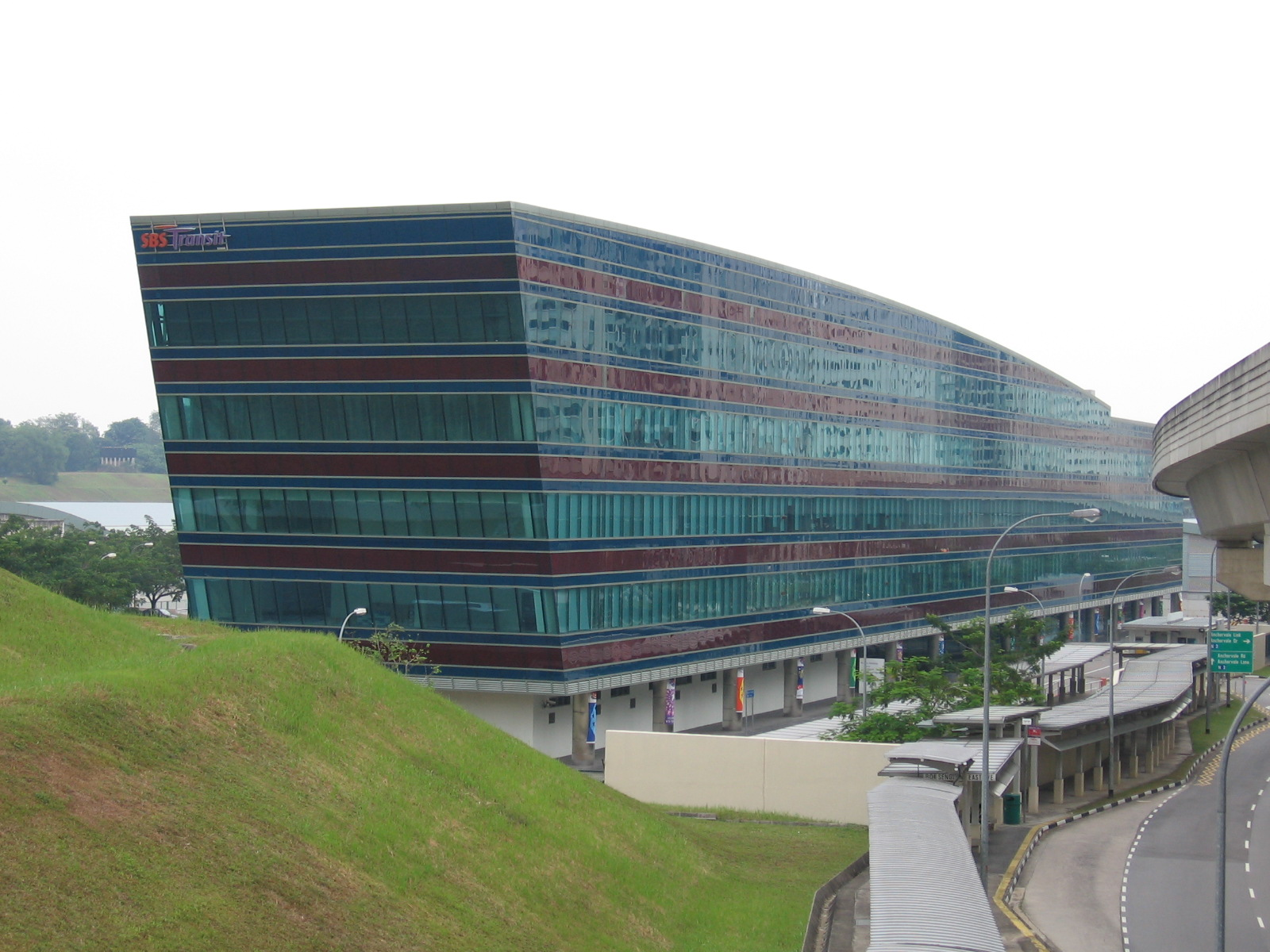
レンジョン付近にあるSBSトランジットのMRTおよびLRTの車両基地